# Tubular Bells III
A Tubular Bells III (magyarul: Csőharangok III) Mike Oldfield angol zeneszerző, többhangszeres zenész 1998-as, tizenhetedik nagylemeze.
Oldfield Ibizára költözött, ahol nyaranta több milliós tömeg járt éjszakai szórakozóhelyekre. Itt kedvelte meg a dance stílust, és elhatározta, hogy a Tubular Bells fő témáját átalakítja ennek megfelelően. Néhány klubban lejátszatta az elkészült részt, és amikor úgy találta, kedvező a fogadtatása, az egész album technó változatának elkészítését vette tervbe. Ebből született meg a Tubular Bells III, bár az elkészült munka nem egyértelműen technó, vagy dance stílusú, jóval szélesebb zenei skálán mozog.
Az anyag az eredeti Tubular Bells és a Tubular Bells II-től eltérően nem két részből áll. Tulajdonképpen az egész lemez csak az első rész új köntösbe ültetése, de általában itt is teljesen új szerzeményeket találunk, melyek csak emlékeztetnek az előző albumok megfelelő részleteire. A Tubular Bells II-höz hasonlóan itt is rövid keretbe lett foglalva a munka. A kereten belül a szokásos kezdő témától kezdve sok különböző hangulatú részleten át jutunk el a katarzisig. A belső témák között azonban a korábbi munkáktól eltérően találunk egy popdalt is. Ez a szám ("Man in the Rain") egy régi, eddig kiadatlan Oldfield szerzemény, mely stílusában az 1983-as "Moonlight Shadow"-ra emlékeztet. Ebből kifolyólag az anyag tulajdonképpen Oldfield egész addigi pályafutásának összefoglalása, modern köntösbe öltöztetve.

## Számok
1. "The Source of Secrets" – 5:35
2. "The Watchful Eye" – 2:09
3. "Jewel in the Crown" – 5:45
4. "Outcast" – 3:49
5. "Serpent Dream" – 2:53
6. "The Inner Child" – 4:41
7. "Man in the Rain" – 4:03
8. "The Top of the Morning" – 4:26
9. "Moonwatch" – 4:25
10. "Secrets" – 3:20
11. "Far Above the Clouds" – 5:30

## Zenészek
Mike Oldfield, valamint az alábbi énekesek:
- Cara (Polar Star) – ének ("Man in the Rain")
- Heather Burnett – vokál ("Man in the Rain")
- Rosa Cedrón (Luar Na Lubre) – vokál ("The Inner Child")
- Amar – vokál ("The Source of Secrets", "Jewel in the Crown", "Secrets")
- Clodagh Simonds – vokál ("Far Above the Clouds")
- Francesca Robertson – vokál ("Far Above the Clouds")

## Produkció
Felvételek: Ibiza: 1996 december – 1998 március. London: 1998 április – 1998 június.

Producer és hangmérnök: Mike Oldfield.

Asszisztens: Silvia Müller.

Executive producer: Rob Dickins.
Köszönet: Ibiza lakosai, Miriam Felber, Sally Oldfield, Miguel Garcia, Jeremy Parker.

## Érdekességek
- A "Man in the Rain" szám dobszekciója az 1983-as "Moonlight Shadow" számból lett kimásolva. (Crises album.)
- Az "Outcast szám dobszekciója az 1983-as "Shadow On The Wall" számból lett kimásolva. (Crises album.)
- A "Far Above the Clouds' alatt hallható afrikai dobritmus az Ommadawn első részének végéről lett kimásolva.
- A lemez borítóján (belül) szerepel az alábbi négy szó: "Terrible, wonderful, crazy, perfect" (magyarul: "borzasztó, csodálatos, őrült, tökéletes"). Erről egy későbbi interjújában úgy nyilatkozott, hogy ez az Ibizán töltött éveinek összefoglalása. (Oldfield a lemez elkészítésének idején Ibizán lakott, de annak megjelenése előtt elköltözött onnan.)